# 連鎖 (小說)
《連鎖》是倪匡筆下科幻小說衛斯理系列之一，編號40，連載於1979年12月13日至1980年5月30日的《明報》（包括《願望猴神》）。故事敍述一宗發生在日本東京的謀殺案，牽連在其中的六名男女，看似毫無關係，彼此卻環環相扣，還牽連到一個能給人三個願望的靈異猴神的傳說。《連鎖》故事情節變化之多，在衛斯理故事中，堪稱第一。故事的下半部份，記載於下集《願望猴神》中。

## 故事大綱

### 職業殺手、小商人和神秘謀殺
職業殺手鐵輪使用遠距離來福槍殺死一間公司的董事長──板垣一郎。刑事偵探員健一調查此案，發現死者每星期都有不存在的約會，懷疑死者生前與情婦幽會。調查過了一星期，衛斯理致電給健一，希望精通動物語言的健一能幫助一隻他在印度得到，極罕見，但不肯進食的白色小眼鏡猴。

### 純白色眼鏡猴和打不開的房門
健一令白色小眼鏡猴進食，衛斯理目的達成後打算離開日本。在機場，健一打電話召回衛斯理，派人帶衛斯理到死者生前與情婦幽會的地點。那單位其中一間房間有一種開鎖專家也開不了的門鎖，於是衛斯理提議爬窗進入房間，一名探員自告奮勇。

### 窗後的一堵墻和看到了自己
房間窗門後面是一道牆，因此探員反彈，從高處掉下而死。衛斯理使用風鎬鑽穿那面牆後，透過牆洞看到另一個「自己」，大為震驚。健一用力把衛斯理拉出來，進入房間，沒有看見任何人，並發現房門打不開的原因。

### 行為怪異的印度人和靈異象徵
衛斯理從建築物大業主，一個置業公司的職員中得知板垣買通管理員，秘密改裝房間，而管理員隨後「意外死亡」。健一和衛斯理在酒吧喝酒，一名印度人叫出那白色小眼鏡猴當地的原名「奇渥達卡」，警戒它帶來兇惡的靈異。第二天，健一和衛斯理調查後得知一個印度人負責購買建牆的材料。

### 我併湊的故事和「猴子爪」的傳說
板垣生前曾購買有關印度小眼鏡猴的書籍，撕走數頁有關「奇渥達卡」可以達到三個願望的猴子爪傳說，衛斯理於是根據已有資料，推敲整個故事。

### 失意歌星、她的經理人和可怕的叫聲
板垣的情婦雲子失蹤，健一和衛斯理向雲子的經理人奈可問話，得悉雲子曾遇到可怕的事，並在酒吧尖叫。

### 書房中的哭聲和陌生人的電話
雲子收到一個陌生人奇怪的來電，通知將按計劃進行。雲子不明所以，去到幽會地點，在那房間聽到哭泣聲和看到「自己」，跑到酒吧尖叫。雲子再收到陌生人來電，決定逃跑，知道板垣遇害後又回到東京，但被那陌生男人發現和帶走。

### 來自印度的古老故事
一名印度人吹奏一件奇異，由樹葉組成的物件，拐走白色小眼鏡猴。衛斯理四處在酒吧尋找那印度人的下落，來到一處日本的印度人經常聚會的地方，得知一個有關白色小眼鏡猴的印度古老故事和在印度見靈異猴神。衛斯理會見出入境官員，知道那印度人已回到印度。

### 雲子尋找職業殺手的經過
那個陌生男人是鐵輪，他帶雲子到遠離都市的屋子裏。雲子堅稱自己不認識鐵輪，於是鐵輪播放錄影帶，讓雲子看自己一個月前如何要求鐵輪殺害板垣。雲子認為片中那女人是早前在房間中看見的「自己」。

### 特製手槍殺人又自殺
片中那女人說板垣給她一把手槍殺死板垣的妻子，鐵輪認出那種特製槍能同時發射一顆向前和向後的子彈。女子開始行動前，遭一個印度人阻止，並告訴鐵輪的秘密。錄影帶播放完畢，鐵輪不信雲子的解釋，要求雲子帶他到幽會地點。鐵輪在那裏被警員開槍擊斃。

### 第一流職業殺手之死和秘密
四名探員交代與鐵輪對峙和鐵輪死前的情形，鐵輪身中多槍而死，雲子則因受驚過度送到精神病院。警方找到鐵輪的住宅，發現鐵輪生前參與了多宗謀殺案，引起國際警方、日本軍方和日本警方高度關注。

## 故事角色簡介
- 衛斯理 - 故事主角。第一人稱敘述者。
- 鐵輪 - 從不失手的職業殺手，受委託殺死板垣一郎，被警員開槍擊斃。
- 板垣一郎 - 與雲子幽會，被鐵輪殺死。
- 板垣真弓 - 板垣之妻。
- 大良雲子 - 小歌星，亦是板垣一郎的情婦。
- 健一 - 東京警視廳警探。負責板垣一案，能通動物語言。
- 動物學家 - 住在印度的動物學家。委託衛斯理照顧「奇渥達卡」。
- 武夫 - 板垣一郎和雲子幽會場所的大廈管理員。在狩獵區被流彈打中意外身亡。
- 奈可 - 雲子的經紀人，夜總會經理，對雲子有大哥對妹妹一樣的感情。
- 探員甲乙丙丁 - 便衣探員，因鐵輪還擊，開槍殺了鐵輪。
- 彈多弦琴的老人 - 向衛斯理講述三個願望和靈異猴神的傳說。
- 印度人- 神秘角色。

## 漫畫
- 香港漫畫家利志達發表了衛斯理《連鎖》漫畫
  - 出版社：辰星出版社

## 廣播劇
- 大陸廣州電台於2004年起以粵語首播衛斯理廣播劇，由主播講出《連鎖》故事。
  - 主播:李錦源
  - 合共26集

| 前任者： 039 木炭 | 衛斯理系列（按編號） 040 連鎖                          | 繼任者： 041 願望猴神 |
| 前任者： 玩具     | 衛斯理系列（按連載時序） 1979年12月13日至1980年5月30日 | 繼任者： 尋夢         |

1. ↑  .   [2020-12-14]. （原始内容存档于2020-08-09）.
2. ↑  .   [2022-03-29]. （原始内容存档于2017-07-08）.